# Seria GP2 – Yas Marina 2016
Runda GP2 na torze Yas Marina Circuit – jedenasta runda mistrzostw serii GP2 w sezonie 2016.

## Lista startowa
| Nr | Kierowca            | Zespół                  | Samochód       | Silnik              | Opony |
| -- | ------------------- | ----------------------- | -------------- | ------------------- | ----- |
| 1  | Nobuharu Matsushita | ART Grand Prix          | Dallara GP2/11 | Mecachrome V8 4.00l | P     |
| 2  | Siergiej Sirotkin   | ART Grand Prix          | Dallara GP2/11 | Mecachrome V8 4.00l | P     |
| 3  | Norman Nato         | Racing Engineering      | Dallara GP2/11 | Mecachrome V8 4.00l | P     |
| 4  | Jordan King         | Racing Engineering      | Dallara GP2/11 | Mecachrome V8 4.00l | P     |
| 5  | Alex Lynn           | DAMS                    | Dallara GP2/11 | Mecachrome V8 4.00l | P     |
| 6  | Nicholas Latifi     | DAMS                    | Dallara GP2/11 | Mecachrome V8 4.00l | P     |
| 7  | Mitch Evans         | Pertamina Campos Racing | Dallara GP2/11 | Mecachrome V8 4.00l | P     |
| 8  | Sean Gelael         | Pertamina Campos Racing | Dallara GP2/11 | Mecachrome V8 4.00l | P     |
| 9  | Raffaele Marciello  | Russian Time            | Dallara GP2/11 | Mecachrome V8 4.00l | P     |
| 10 | Artiom Markiełow    | Russian Time            | Dallara GP2/11 | Mecachrome V8 4.00l | P     |
| 11 | Gustav Malja        | Rapax                   | Dallara GP2/11 | Mecachrome V8 4.00l | P     |
| 12 | Johnny Cecotto Jr.  | Rapax                   | Dallara GP2/11 | Mecachrome V8 4.00l | P     |
| 14 | Philo Paz Armand    | Trident                 | Dallara GP2/11 | Mecachrome V8 4.00l | P     |
| 15 | Luca Ghiotto        | Trident                 | Dallara GP2/11 | Mecachrome V8 4.00l | P     |
| 18 | Sergio Canamasas    | Carlin                  | Dallara GP2/11 | Mecachrome V8 4.00l | P     |
| 19 | Louis Delétraz      | Carlin                  | Dallara GP2/11 | Mecachrome V8 4.00l | P     |
| 20 | Antonio Giovinazzi  | Prema Racing            | Dallara GP2/11 | Mecachrome V8 4.00l | P     |
| 21 | Pierre Gasly        | Prema Racing            | Dallara GP2/11 | Mecachrome V8 4.00l | P     |
| 22 | Oliver Rowland      | MP Motorsport           | Dallara GP2/11 | Mecachrome V8 4.00l | P     |
| 23 | Daniël de Jong      | MP Motorsport           | Dallara GP2/11 | Mecachrome V8 4.00l | P     |
| 24 | Nabil Jeffri        | Arden International     | Dallara GP2/11 | Mecachrome V8 4.00l | P     |
| 25 | Emil Bernstorff     | Arden International     | Dallara GP2/11 | Mecachrome V8 4.00l | P     |
| Nr | Kierowca            | Zespół                  | Samochód       | Silnik              | Opony |

## Wyniki

### Sesja treningowa
| Nr | Kierowca     | Konstruktor  | Czas     | Okr. |
| -- | ------------ | ------------ | -------- | ---- |
| 21 | Pierre Gasly | Prema Racing | 1:50,940 | 16   |

### Kwalifikacje
Źródło: gpupdate.net
| Poz. | Nr | Kierowca            | Konstruktor             | Czas     | Poz. s. |
| ---- | -- | ------------------- | ----------------------- | -------- | ------- |
| 1    | 21 | Pierre Gasly        | Prema Racing            | 1:47,476 | 1       |
| 2    | 2  | Siergiej Sirotkin   | ART Grand Prix          | 1:47,804 | 2       |
| 3    | 10 | Artiom Markiełow    | Russian Time            | 1:47,901 | 3       |
| 4    | 1  | Nobuharu Matsushita | ART Grand Prix          | 1:47,997 | 4       |
| 5    | 22 | Oliver Rowland      | MP Motorsport           | 1:48,130 | 5       |
| 6    | 20 | Antonio Giovinazzi  | Prema Racing            | 1:48,288 | 6       |
| 7    | 3  | Norman Nato         | Racing Engineering      | 1:48,307 | 7       |
| 8    | 9  | Raffaele Marciello  | Russian Time            | 1:48,368 | 8       |
| 9    | 5  | Alex Lynn           | DAMS                    | 1:48,524 | 9       |
| 10   | 7  | Mitch Evans         | Pertamina Campos Racing | 1:48,559 | 10      |
| 11   | 4  | Jordan King         | Racing Engineering      | 1:48,712 | 11      |
| 12   | 15 | Luca Ghiotto        | Trident                 | 1:48,830 | 15      |
| 13   | 12 | Johnny Cecotto Jr.  | Rapax                   | 1:48,976 | 12      |
| 14   | 6  | Nicholas Latifi     | DAMS                    | 1:49,075 | 13      |
| 15   | 11 | Gustav Malja        | Rapax                   | 1:49,206 | 14      |
| 16   | 18 | Sergio Canamasas    | Carlin                  | 1:49,779 | 16      |
| 17   | 14 | Philo Paz Armand    | Trident                 | 1:49,950 | 20      |
| 18   | 24 | Nabil Jeffri        | Arden International     | 1:50,135 | 17      |
| 19   | 8  | Sean Gelael         | Pertamina Campos Racing | 1:50,233 | 22      |
| 20   | 19 | Louis Delétraz      | Carlin                  | 1:50,234 | 18      |
| 21   | 23 | Daniël de Jong      | MP Motorsport           | 1:50,276 | 20      |
| 22   | 25 | Emil Bernstorff     | Arden International     | 1:50,470 | 21      |
| Poz. | Nr | Kierowca            | Konstruktor             | Czas     | Poz. s. |

### Główny wyścig

#### Wyścig
Źródło: Wyprzedź Mnie!
| P                 | + / –     | Nr | Kierowca            | Konstruktor             | Okr. | Czas / Strata | Komentarz |
| ----------------- | --------- | -- | ------------------- | ----------------------- | ---- | ------------- | --------- |
| 1                 | Bez zmian | 21 | Pierre Gasly        | Prema Racing            | 31   | 59:14,764     |           |
| 2                 | 2         | 1  | Nobuharu Matsushita | ART Grand Prix          | 31   | +0:06,737     |           |
| 3                 | Bez zmian | 10 | Artiom Markiełow    | Russian Time            | 31   | +0:11,309     |           |
| 4                 | 2         | 2  | Siergiej Sirotkin   | ART Grand Prix          | 31   | +0:14,111     |           |
| 5                 | 1         | 20 | Antonio Giovinazzi  | Prema Racing            | 31   | +0:20,172     |           |
| 6                 | 1         | 3  | Norman Nato         | Racing Engineering      | 31   | +0:23,686     |           |
| 7                 | 5         | 12 | Johnny Cecotto Jr.  | Rapax                   | 31   | +0:26,630     |           |
| 8                 | 1         | 5  | Alex Lynn           | DAMS                    | 31   | +0:35,974     |           |
| 9                 | 4         | 6  | Nicholas Latifi     | DAMS                    | 31   | +0:39,007     |           |
| 10                | 2         | 9  | Raffaele Marciello  | Russian Time            | 31   | +0:41,589     |           |
| 11                | 4         | 15 | Luca Ghiotto        | Trident                 | 31   | +0:43,486     |           |
| 12                | 4         | 18 | Sergio Canamasas    | Carlin                  | 31   | +0:43,960     |           |
| 13                | 2         | 4  | Jordan King         | Racing Engineering      | 31   | +0:46,090     |           |
| 14                | 9         | 23 | Daniël de Jong      | MP Motorsport           | 31   | +1:04,814     |           |
| 15                | 5         | 7  | Mitch Evans         | Pertamina Campos Racing | 31   | +1:26,008     |           |
| 16                | 4         | 14 | Philo Paz Armand    | Trident                 | 31   | +1:27,892     |           |
| 17                | 4         | 25 | Emil Bernstorff     | Arden International     | 31   | +1:42,538     |           |
| Niesklasyfikowani |           |    |                     |                         |      |               |           |
|                   |           | 19 | Louis Delétraz      | Carlin                  | 7    | +24 okr.      |           |
|                   |           | 22 | Oliver Rowland      | MP Motorsport           | 6    | +25 okr.      |           |
|                   |           | 8  | Sean Gelael         | Pertamina Campos Racing | 6    | +25 okr.      | [ 4 ]     |
|                   |           | 11 | Gustav Malja        | Rapax                   | 5    | +26 okr.      |           |
|                   |           | 24 | Nabil Jeffri        | Arden International     | 3    | +28 okr.      |           |
| P                 | + / –     | Nr | Kierowca            | Konstruktor             | Okr. | Czas / Strata | Komentarz |

#### Najszybsze okrążenie
| Nr | Kierowca            | Konstruktor    | Czas     | Okr. |
| -- | ------------------- | -------------- | -------- | ---- |
| 1  | Nobuharu Matsushita | ART Grand Prix | 1:51,175 | 28   |

### Sprint

#### Wyścig
Źródło: Wyprzedź Mnie!
| P                 | + / –     | Nr | Kierowca            | Konstruktor             | Okr. | Czas / Strata | Komentarz |
| ----------------- | --------- | -- | ------------------- | ----------------------- | ---- | ------------- | --------- |
| 1                 | Bez zmian | 5  | Alex Lynn           | DAMS                    | 22   | 41:36,580     |           |
| 2                 | Bez zmian | 12 | Johnny Cecotto Jr.  | Rapax                   | 22   | +0:04,945     |           |
| 3                 | 2         | 2  | Siergiej Sirotkin   | ART Grand Prix          | 22   | +0:06,607     |           |
| 4                 | 3         | 1  | Nobuharu Matsushita | ART Grand Prix          | 22   | +0:08,078     |           |
| 5                 | 2         | 3  | Norman Nato         | Racing Engineering      | 22   | +0:13,375     |           |
| 6                 | 2         | 20 | Antonio Giovinazzi  | Prema Racing            | 22   | +0:16,716     |           |
| 7                 | 1         | 10 | Artiom Markiełow    | Russian Time            | 22   | +0:17,807     |           |
| 8                 | 7         | 7  | Mitch Evans         | Pertamina Campos Racing | 22   | +0:22,609     |           |
| 9                 | 1         | 21 | Pierre Gasly        | Prema Racing            | 22   | +0:23,226     |           |
| 10                | 3         | 4  | Jordan King         | Racing Engineering      | 22   | +0:28,848     |           |
| 11                | 8         | 22 | Oliver Rowland      | MP Motorsport           | 22   | +0:30,312     |           |
| 12                | 3         | 6  | Nicholas Latifi     | DAMS                    | 22   | +0:33,447     |           |
| 13                | 3         | 9  | Raffaele Marciello  | Russian Time            | 22   | +0:37,784     |           |
| 14                | 6         | 11 | Gustav Malja        | Rapax                   | 22   | +0:38,996     |           |
| 15                | 2         | 25 | Emil Bernstorff     | Arden International     | 22   | +0:45,390     |           |
| 16                | 4         | 18 | Sergio Canamasas    | Carlin                  | 22   | +0:45,936     |           |
| 17                | 1         | 19 | Louis Delétraz      | Carlin                  | 22   | +0:46,716     |           |
| 18                | 2         | 14 | Philo Paz Armand    | Trident                 | 22   | +0:50,219     |           |
| 19                | 8         | 15 | Luca Ghiotto        | Trident                 | 22   | +1:08,896     |           |
| 20                | 1         | 24 | Nabil Jeffri        | Arden International     | 22   | +1:10,410     |           |
| 21                | 1         | 8  | Sean Gelael         | Pertamina Campos Racing | 22   | +1:27,122     |           |
| Niesklasyfikowani |           |    |                     |                         |      |               |           |
|                   |           | 23 | Daniël de Jong      | MP Motorsport           | 0    | +22 okr.      |           |
| P                 | + / –     | Nr | Kierowca            | Konstruktor             | Okr. | Czas / Strata | Komentarz |

#### Najszybsze okrążenie
| Nr | Kierowca     | Konstruktor | Czas     | Okr. |
| -- | ------------ | ----------- | -------- | ---- |
| 15 | Luca Ghiotto | Trident     | 1:52,646 | 14   |

#### Premia za najszybsze okrążenie w TOP 10
| Nr | Kierowca          | Konstruktor    | Czas | Okr. |
| -- | ----------------- | -------------- | ---- | ---- |
| 2  | Siergiej Sirotkin | ART Grand Prix |      |      |

## Klasyfikacja po zakończeniu rundy

### Kierowcy
| P  | +/− | Kierowca            | Starty | Punkty | P1 | P2 | P3 | PP | NO | NS |
| -- | --- | ------------------- | ------ | ------ | -- | -- | -- | -- | -- | -- |
| 1  | +1  | Pierre Gasly        | 22     | 219    | 4  | 3  | 2  | 5  | 3  | 3  |
| 2  | −1  | Antonio Giovinazzi  | 22     | 211    | 5  | 2  | 1  | 2  | 2  | 3  |
| 3  | +1  | Siergiej Sirotkin   | 22     | 159    | 2  | 3  | 3  | 3  | 3  | 5  |
| 4  | −1  | Raffaele Marciello  | 22     | 159    | –  | 2  | 4  | –  | –  | –  |
| 5  | +1  | Norman Nato         | 22     | 136    | 2  | 1  | 2  | 1  | 1  | 5  |
| 6  | +3  | Alex Lynn           | 22     | 124    | 3  | –  | 2  | –  | –  | 2  |
| 7  | −2  | Jordan King         | 22     | 122    | 2  | 2  | 1  | –  | 1  | 1  |
| 8  | −1  | Luca Ghiotto        | 22     | 111    | 1  | 2  | 1  | –  | 2  | 4  |
| 9  | −1  | Oliver Rowland      | 22     | 107    | –  | 1  | 3  | –  | –  | 1  |
| 10 | +1  | Artiom Markiełow    | 21     | 97     | 1  | –  | 1  | –  | 4  | 3  |
| 11 | +1  | Nobuharu Matsushita | 20     | 92     | 1  | 1  | –  | –  | 4  | 3  |
| 12 | −2  | Mitch Evans         | 22     | 90     | 1  | –  | –  | –  | 2  | 3  |
| 13 | 0   | Gustav Malja        | 22     | 53     | –  | 1  | 1  | –  | –  | 2  |
| 14 | 0   | Arthur Pic          | 18     | 36     | –  | –  | 1  | –  | –  | 4  |
| 15 | 0   | Sean Gelael         | 22     | 24     | –  | 1  | –  | –  | –  | 6  |
| 16 | +1  | Nicholas Latifi     | 22     | 23     | –  | 1  | –  | –  | –  | 4  |
| 17 | −1  | Marvin Kirchhöfer   | 20     | 21     | –  | 1  | –  | –  | –  | 3  |
| 18 | +4  | Johnny Cecotto Jr.  | 4      | 18     | –  | 1  | –  | –  | –  | –  |
| 19 | −1  | Sergio Canamasas    | 20     | 17     | –  | –  | –  | –  | –  | 3  |
| 20 | −1  | Jimmy Eriksson      | 18     | 10     | –  | –  | –  | –  | –  | 3  |
| 21 | −1  | Daniël de Jong      | 22     | 6      | –  | –  | –  | –  | –  | 3  |
| 22 | −1  | Nabil Jeffri        | 22     | 2      | –  | –  | –  | –  | –  | 6  |
| 23 | 0   | René Binder         | 4      | 0      | –  | –  | –  | –  | –  | –  |
| 24 | 0   | Philo Paz Armand    | 22     | 0      | –  | –  | –  | –  | –  | 7  |
| 25 | N   | Emil Bernstorff     | 2      | 0      | –  | –  | –  | –  | –  | –  |
| 26 | N   | Louis Delétraz      | 2      | 0      | –  | –  | –  | –  | –  | 1  |
| P  | +/− | Kierowca            | Starty | Punkty | P1 | P2 | P3 | PP | NO | NS |

### Zespoły
| P  | +/− | Konstruktor             | Starty | Punkty | P1 | P2 | P3 | PP | NO | NS |
| -- | --- | ----------------------- | ------ | ------ | -- | -- | -- | -- | -- | -- |
| 1  | 0   | Prema Racing            | 44     | 430    | 9  | 5  | 3  | 15 | 5  | 6  |
| 2  | 0   | Racing Engineering      | 44     | 258    | 4  | 3  | 3  | 2  | 3  | 6  |
| 3  | 0   | Russian Time            | 43     | 256    | 1  | 2  | 5  | –  | 4  | 3  |
| 4  | 0   | ART Grand Prix          | 44     | 251    | 3  | 4  | 3  | 6  | 7  | 8  |
| 5  | 0   | DAMS                    | 44     | 147    | 3  | 1  | 2  | –  | –  | 6  |
| 6  | 0   | Pertamina Campos Racing | 44     | 114    | 1  | 1  | –  | –  | 2  | 9  |
| 7  | 0   | MP Motorsport           | 44     | 113    | –  | 1  | 3  | –  | –  | 4  |
| 8  | 0   | Trident                 | 44     | 111    | 1  | 2  | 1  | –  | 2  | 11 |
| 9  | 0   | Rapax                   | 44     | 107    | –  | 2  | 2  | –  | –  | 6  |
| 10 | 0   | Carlin                  | 44     | 38     | –  | 1  | –  | –  | –  | 7  |
| 11 | 0   | Arden International     | 42     | 12     | –  | –  | –  | –  | –  | 9  |
| P  | +/− | Kierowca                | Starty | Punkty | P1 | P2 | P3 | PP | NO | NS |